# Liste der Bodendenkmale in Garzau-Garzin
In der Liste der Bodendenkmale in Garzau-Garzin sind alle Bodendenkmale der brandenburgischen Gemeinde Garzau-Garzin und ihrer Ortsteile aufgelistet. Grundlage ist die Veröffentlichung der Landesdenkmalliste mit dem Stand vom 31. Dezember 2020.
Die Baudenkmale sind in der Liste der Baudenkmale in Garzau-Garzin aufgeführt.

## Bodendenkmale
| Gemarkung                 | Flur | Kurzansprache | Bodendenkmalnummer | Bemerkung | Bild |
| ------------------------- | ---- | --- | ------------------ | --------- | ---- |
| Garzau (Lage)             | 3    | Gräberfeld Bronzezeit, Siedlung Bronzezeit                                                                                            | 60662              |           |      |
| Garzau (Lage)             | 1, 3 | Siedlung Bronzezeit, Wasserfahrzeug Ur- und Frühgeschichte, Siedlung Neolithikum, Siedlung Eisenzeit, Siedlung slawisches Mittelalter | 60663              |           |      |
| Garzau (Lage)             | 1    | Mühle deutsches Mittelalter, Mühle Neuzeit                                                                                            | 60664              |           |      |
| Garzau (Lage)             | 1, 3 | Siedlung Urgeschichte, Dorfkern deutsches Mittelalter, Brücke Neuzeit, Siedlung Neolithikum, Dorfkern Neuzeit                         | 60665              |           |      |
| Garzau (Lage)             | 1    | Siedlung Urgeschichte, Einzelfund deutsches Mittelalter                                                                               | 60666              |           |      |
| Garzau (Lage)             | 1, 3 | Siedlung Urgeschichte | 60667              |           |      |
| Garzau (Lage)             | 1    | Siedlung Neolithikum, Siedlung Bronzezeit, Siedlung Eisenzeit, Siedlung slawisches Mittelalter                                        | 60668              |           |      |
| Garzau (Lage)             | 1    | Siedlung Bronzezeit | 60669              |           |      |
| Garzau (Lage)             | 1    | Siedlung Neolithikum, Siedlung Bronzezeit, Siedlung Eisenzeit                                                                         | 60670              |           |      |
| Garzau (Lage)             | 3    | Siedlung Bronzezeit | 60671              |           |      |
| Garzau (Lage)             | 1    | Siedlung Neuzeit, Siedlung Eisenzeit, Siedlung Bronzezeit                                                                             | 60945              |           |      |
| Garzau, Hohenstein (Lage) | 1, 4 | Wüstung Neuzeit | 60868              |           |      |
| Garzin (Lage)             | 1    | Burgwall slawisches Mittelalter, Burg deutsches Mittelalter, Siedlung Urgeschichte, Siedlung Bronzezeit                               | 60672              |           |      |
| Garzin (Lage)             | 1, 2 | Siedlung Urgeschichte, Siedlung slawisches Mittelalter                                                                                | 60673              |           |      |
| Garzin (Lage)             | 3    | Siedlung Bronzezeit, Siedlung Eisenzeit                                                                                               | 60676              |           |      |
| Garzin (Lage)             | 3    | Siedlung Bronzezeit, Siedlung römische Kaiserzeit                                                                                     | 60677              |           |      |
| Garzin (Lage)             | 1    | Dorfkern deutsches Mittelalter, Dorfkern Neuzeit, Siedlung Bronzezeit, Siedlung Eisenzeit, Siedlung slawisches Mittelalter            | 60679              |           |      |
| Garzin (Lage)             | 1    | Siedlung Steinzeit | 60680              |           |      |
| Garzin (Lage)             | 3    | Siedlung Eisenzeit | 60928              |           |      |
| Garzin, Ruhlsdorf (Lage)  | 2, 3 | Siedlung Neolithikum | 60674              |           |      |
| Garzin, Hohenstein (Lage) | 2, 3 | Siedlung römische Kaiserzeit, Siedlung Bronzezeit                                                                                     | 60675              |           |      |